# Государственные предприятия Китая

## Предприятия центрального подчинения
На 8 ноября 2019 года центральному SASAC было подчинено 96 корпораций:
1. China National Nuclear Corporation (中国核工业集团公司, Национальная ядерная корпорация Китая) — строительство и обслуживание атомных электростанций (на 2018 год 14 АЭС общей мощностью 11,5 ГВт), 12,7 тысяч сотрудников, оборот 40 млрд юаней; основана в 1955 году, штаб-квартира в Пекине; доля SASAC 71,1 %[3]
2. China Aerospace Science and Technology Corporation (中国航天科技集团公司, Китайская аэрокосмическая научно-техническая корпорация) — аэрокосмическая и оборонная продукция; корпорация основана в 1999 году, штаб-квартира в Пекине; оборот $37,7 млрд, активы $63,5 млрд, 180 тысяч сотрудников[4]
3. China Aerospace Science and Industry Corporation (中国航天科工集团公司, Китайская аэрокосмическая научно-промышленная корпорация) — аэрокосмическая и оборонная продукция; корпорация основана в 1999 году, штаб-квартира в Пекине; оборот $37,9 млрд, активы $47 млрд, 146 тысяч сотрудников[5]
4. Aviation Industry Corporation of China (中国航空工业集团公司, Корпорация авиационной промышленности Китая) — производство авиационных двигателей и комплектующих, оборот $65,5 млрд, активы $138 млрд, 447 тысяч сотрудников; доля SASAC 56,5 %[6][7]
5. China State Shipbuilding Corporation (中国船舶工业集团公司, Китайская государственная судостроительная корпорация) — проектирование, производство, обслуживание и переоснастка судов (в том числе военных), штаб-квартира в Пекине
6. China Shipbuilding Industry Corporation (中国船舶重工集团公司, Китайская корпорация судостроительной промышленности) — проектирование, производство, обслуживание и переоснастка судов (в том числе военных), производство морских буровых платформ; оборот 44,14 млрд юаней ($6,67 млрд), активы 186,2 млрд юаней ($27,13 млрд), 150 тысяч сотрудников; 57,8 %[8]
7. China North Industries Group Corporation (Norinco Group, 中国兵器工业集团公司, Китайская северная промышленная корпорация) — производство промышленной продукции, в первую очередь оружия; основана в 1980 году, штаб-квартира в Пекине; оборот $68,8 млрд, активы $57,7 млрд, 210,5 тысяч сотрудников[9]
8. China South Industries Group Corporation (中国兵器装备集团公司, Китайская южная промышленная корпорация) — производство промышленной продукции, в первую очередь оружия; оборот $33,9 млрд, активы 48,5 млрд, 199 тысяч сотрудников[10]
9. China Electronics Technology Group (中国电子科技集团公司, Китайская группа электронных технологий) — производство электроники; основана в 2002 году, штаб-квартира в Пекине; оборот $33,3 млрд, активы $51,7 млрд, 180 тысяч сотрудников[11]
10. Aero Engine Corporation of China (中国航空发动机集团有限公司, Китайская корпорация авиационных двигателей) — специализируется на разработке и производстве двигателей для самолётов, вертолётов, беспилотников и спутников; основана в 2016 году путём выделения специализированных предприятий и фирм из состава AVIC и Comac; штаб-квартира в Пекине
11. China National Petroleum Corporation (中国石油天然气集团公司, Китайская национальная нефтегазовая корпорация) — крупнейшая нефтегазовая компания страны, деятельность в основном ведёт через дочернюю компанию PetroChina; основана в 1988 году, штаб-квартира в Пекине; оборот $393 млрд, активы $602 млрд, 1,38 млн сотрудников[12]
12. China Petrochemical Corporation (中国石油化工集团公司, Китайская нефтехимическая корпорация) — крупнейший нефтегазовый и нефтехимический конгломерат в мире, в основном работающий через дочернюю компанию Sinopec; оборот $415 млрд, активы $329 млрд, 619 тысяч сотрудников[13]
13. China National Offshore Oil Corporation (中国海洋石油集团有限公司, Китайская национальная шельфовая нефтяная корпорация) — третья крупнейшая нефтегазовая компания страны, специализирующаяся на морской нефтедобыче
14. State Grid Corporation of China (国家电网公司, Корпорация государственной энергосети Китая) — крупнейшая энергетическая компания в мире, обеспечивающая электроэнергией 88 % территории КНР, также работает в других странах (Филиппины, Австралия, Бразилия, Италия, Португалия, Греция); образовалась в 2002 году в результате раздела государственной энергетической корпорации; штаб-квартира в Пекине; оборот $387 млрд, активы $572 млрд, 918 тысяч сотрудников[14]
15. China Southern Power Grid (中国南方电网有限责任公司, Южно-китайская энергетическая сеть) — одна из пяти крупнейших электроэнергетических компаний КНР; образовалась в 2002 году в результате раздела государственной энергетической корпорации; штаб-квартира в Гуанчжоу; оборот $81 млрд, активы $119 млрд, 290 тысяч сотрудников[15]
16. China Huaneng Group (中国华能集团公司) — одна из пяти электроэнергетических компаний КНР; оборот $42,3 млрд, активы $156 млрд, 136 тысяч сотрудников[16]
17. China Datang Corporation (中国大唐集团公司) — одна из пяти крупнейших электроэнергетических компаний КНР[17]
18. China Huadian Corporation (中国华电集团公司, Китайская корпорация Хуадянь) — одна из пяти крупнейших электроэнергетических компаний КНР; оборот $32,4 млрд, активы $119 млрд, 98 тысяч сотрудников[18]
19. State Power Investment Corporation (国家电力投资集团, Государственная энергетическая инвестиционная корпорация) — одна из пяти крупнейших электроэнергетических компаний КНР
20. China Three Gorges Corporation (中国长江三峡集团公司) — оператор крупнейшей в мире электростанции Три ущелья (мощностью 22,5 ГВт)
21. China Energy Investment Corporation (国家能源投资集团有限责任公司, Китайская энергетическая инвестиционная корпорация) — корпорация, занимающаяся добычей угля и производством электроэнергии; штаб-квартира в Пекине; оборот $82 млрд, активы $259,6 млрд, 338 тысяч сотрудников[19]
22. China Telecommunications Corporation (中国电信集团公司, Китайская телекоммуникационная корпорация) — крупнейшая телекоммуникационная компания страны; оборот $68,7 млрд, активы $123 млрд, 403 тысячи сотрудников[20]
23. China United Network Communications Group (中国联合网络通信集团有限公司, Китайская группа объединённых коммуникационных сетей) — телекоммуникационная компания; оборот $44 млрд, активы $78,9 млрд, 246 тысяч сотрудников[21]
24. China Mobile Communications Corporation (中国移动通信集团公司, Китайская корпорация мобильных коммуникаций) — крупнейший оператор мобильной связи в КНР; оборот $112 млрд, активы $255 млрд, 462 тысячи сотрудников[22]
25. China Electronics Corporation (中国电子信息产业集团有限公司, Китайская корпорация электроники) — производитель электроники и электрооборудования; оборот $33,1 млрд, активы $40,3 млрд, 135 тысячи сотрудников[23]
26. China FAW Group (中国第一汽车集团公司) — производитель автомобилей и других транспортных средств; основан в 1953 году, штаб-квартира в Чанчуне; оборот $89,8 млрд, активы $66,7 млрд, 142 тысячи сотрудников[24]
27. Dongfeng Motor Corporation (东风汽车公司, Автомобильная корпорация Дунфэн) — производитель автомобилей и других транспортных средств; оборот $90,9 млрд, активы $66,4 млрд, 168 тысячи сотрудников[25]
28. China First Heavy Industries (中国一重集团有限公司, Первая китайская корпорация тяжёлой промышленности) — компания в сфере тяжёлого машиностроения, производитель оборудования для металлургической, энергетической, транспортной, оборонной и других отраслей; оборот 10,5 млрд юаней, активы 34 млрд юаней[26]
29. China National Machinery Industry Corporation (中国机械工业集团有限公司, Китайская национальная корпорация машиностроения) — компания по производству строительной и сельскохозяйственной техники, также занимается строительством инфраструктуры; одна из крупнейших китайских компаний по уровню выручки от зарубежных операций
30. Harbin Electric Corporation (哈尔滨电气集团公司, Харбинская электрическая корпорация) — производитель оборудования для электростанций; корпорация основана в 1994 году, штаб-квартира в Харбине; 15,8 тысяч сотрудников, оборот 30 млрд юаней, около 30 % выручки дают зарубежные операции[27]
31. Dongfang Electric Corporation (中国东方电气集团有限公司) — производитель оборудования для электростанций; основан в 1984 году, штаб-квартира в Чэнду; оборот $6,3 млрд, активы $13,7 млрд[28]
32. Ansteel Group (鞍钢集团公司) — сталелитейная компания; основана в 1916 году японцами, штаб-квартира в Аньшане; оборот $32,6 млрд, активы $49,5 млрд, 136 тысяч сотрудников[29]
33. China Baowu Steel Group (中国宝武钢铁集团有限公司) — вторая крупнейшая в мире сталелитейная компания; образовалась в 2016 году слиянием Baoshan Iron and Steel с Wuhan Iron and Steel, штаб-квартира в Шанхае; оборот $66,3 млрд, активы $103,7 млрд, 161 тысяча сотрудников[30]
34. Aluminum Corporation of China (中国铝业公司, Китайская корпорация алюминия) — крупнейший в КНР производитель алюминия; оборот $45,4 млрд, активы $93,4 млрд, 125 тысяч сотрудников[31]
35. China COSCO Shipping Corporation (中国远洋海运集团有限公司) — третья крупнейшая в мире судоходная компания; оборот $42,6 млрд, активы $118 млрд, 111 тысяч сотрудников[32]
36. China National Aviation Holding (中国航空集团公司, Китайский национальный авиационный холдинг) — холдинг, включающий контрольные пакеты акций крупнейшей авиакомпании КНР Air China, авиакомпании Air Macau и доли в ряде других китайских авиакомпаний; образовался в 2002 году в результате объединения Air China с China Southwest Airlines; штаб-квартира в Пекине; оборот 111 млрд юаней, активы 225 млрд юаней
37. China Eastern Air Holding Company (中国东方航空集团公司, Китайские Восточные авиалинии) — холдинговая компания для одной из трёх крупнейших авиакомпаний КНР China Eastern Airlines; штаб-квартира в Шанхае
38. China Southern Air Holding Company (中国南方航空集团公司, Китайские Южные авиалинии) — холдинговая компания для одной из трёх крупнейших авиакомпаний КНР China Southern Airlines; штаб-квартира в Гуанчжоу
39. Sinochem Group (中国中化集团公司) — многопрофильный конгломерат, основные интересы в химической промышленности (синтетический каучук, пластмассы, удобрения); основан в 1950 году как компания по внешней торговле; штаб-квартира в Пекине; оборот $89,4 млрд, активы $71,3 млрд, 66,7 тысяч сотрудников[33]
40. China National Cereals, Oils & Foodstuffs Corporation (中粮集团有限公司, Китайская национальная корпорация злаков, масел и продуктов питания) — крупнейший в Китае производитель продовольствия
41. China Minmetals Corporation (中国五矿集团公司) — китайский производитель цветных металлов
42. China General Technology Group (中国通用技术（集团）控股有限责任公司, Китайская технологическая группа) — многопрофильный конгломерат, крупнейший в КНР импортёр и экспортёр промышленного и медицинского оборудования, а также мобильных телефонов; оборот $25,8 млрд, активы $25,2 млрд, 34,8 тысячи сотрудников[34]
43. China State Construction Engineering Corporation (中国建筑工程总公司) — одна из крупнейших в мире строительных компаний; оборот $181,5 млрд, активы $273 млрд, 303 тысячи сотрудников[35]
44. China Grain Reserve Corporation (中国储备粮管理集团有限公司, Китайская корпорация зернового резерва) — корпорация по закупке и хранению государственных резервов зерновых; в 2017 году в её состав была включена корпорация резерва хлопка; активы 1,47 трлн юаней ($213 млрд)[36]
45. State Development & Investment Corporation (国家开发投资公司, Государственная корпорация развития и инвестиций) — инвестиционный холдинг, осуществляет инвестиции в промышленность (электроэнергетика, угледобыча, порты и морской транспорт); основан в 1995 году; оборот $6,2 млрд, активы 25,7 млрд, 60 тысяч сотрудников
46. China Merchants Group (招商局集团有限公司) — многопрофильный конгломерат; оборот $45,9 млрд, активы $204 млрд, 115 тысяч сотрудников[37]
47. China Resources (华润（集团）有限公司) — фармацевтическая компания; оборот $92 млрд, активы $210 млрд, 421 тысяча сотрудников[38]
48. China National Travel Service (中国旅游集团公司[香港中旅（集团）有限公司, Китайское национальное туристическое агентство) — основной структурой является компания China Travel Service (Hong Kong) Limited, основанная в 1928 году в Гонконге; организует групповые туры в КНР, имеет представительства в 14 странах
49. Commercial Aircraft Corporation of China (中国商用飞机有限责任公司, Китайская корпорация коммерческих самолётов) — авиастроительная компания, выпускающая пассажирские самолёты большой вместимости (более 150 пассажиров); штаб-квартира в Шанхае
50. China Energy Conservation and Environmental Protection Group (中国节能环保集团公司, Китайская группа энергосбережения и охраны окружающей среды) — группа занимается инвестициями в энергосберегающие технологии; основана в 1988 году, штаб-квартира в Пекине
51. China International Engineering Consulting Corporation (中国国际工程咨询公司, Китайская международная инженерно-консультационная корпорация) — осуществляет проектирование объектов инфраструктуры (газопроводов, линий электропередач и др.); штаб-квартира в Пекине[39]
52. China Chengtong Holding Group (中国诚通控股集团有限公司) — была основана в 1992 году для осуществления госзакупок материалов для промышленности, в 2005 году реорганизована как холдинговая компания для убыточных активов и миноритарных пакетов акций в составе SASAC; штаб-квартира в Пекине[40]
53. China National Coal Group (中国中煤能源集团有限公司, Китайская национальная угольная группа) — вторая крупнейшая угледобывающая компания КНР, основная дочерняя структура — China Coal Energy; основана в 1982 году; штаб-квартира в Пекине
54. China Coal Technology and Engineering Group (中国煤炭科工集团有限公司) — группа компаний, осуществляющих геологоразведку и производит оборудование для горнодобывающей отрасли; штаб-квартира в Пекине[41]
55. China Academy of Machinery Science and Technology (机械科学研究总院) — научно-производственное предприятие, основанное в 1956 году; оборот 3 млрд юаней, активы 4,7 млрд юаней[42]
56. Sinosteel Corporation (中国中钢集团公司) — производитель оборудования для горнодобывающей и металлургической промышленности, также занимается международной торговлей минеральным сырьём (железная руда, уголь, цветные металлы, нефть) и имеет собственные шахты в Австралии и ЮАР; корпорация основана в 1993 году; штаб-квартира в Пекине
57. China Iron and Steel Research Institute Group (中国钢研科技集团有限公司) — научно-производственное предприятие в сфере сталелитейной промышленности
58. China National Chemical Corporation (中国化工集团公司) — химическая компания; оборот $67,4 млрд, активы $116 млрд, 139 тысяч сотрудников[43]
59. China National Chemical Engineering Group (中国化学工程集团公司) — группа компаний по строительству объектов для химической, энергетической, транспортной и других отраслей; основана в 1984 году, штаб-квартира в Пекине[44]
60. China National Salt Industry Corporation (中国盐业总公司, Китайская национальная корпорация солевой промышленности) — крупнейшая в КНР и всей Азии и вторая крупнейшая в мире корпорация по добыче поваренной соли; уровень производства составляет 18 млн тонн в год (17 % от производимой в КНР), из них 2,25 млн тонн для пищевой отрасли; основана в 1950 году; штаб-квартира в Пекине[45]
61. China National Building Material Group (中国建材集团有限公司) — производитель стройматериалов; оборот $52,6 млрд, активы $84,6 млрд, 208 тысяч сотрудников[46]
62. China Nonferrous Metal Mining Group (中国有色矿业集团有限公司) — производитель цветных металлов; оборот $27,2 млрд, активы $19,3 млрд, 51 тысяча сотрудников[47]
63. General Research Institute for Nonferrous Metals (北京有色金属研究总院) — научно-производственное объединение в сфере цветных металлов; основано в 1952 году; 17 лабораторий и 10 предприятий, в том числе в Великобритании и Канаде, 4 тысячи сотрудников, общие активы 10 млрд юаней[48]
64. BGRIMM Technology Group — научно-производственное объединение в сфере горнодобывающей промышленности; основано в 1956 году[49]
65. China International Intellectech Corporation (中国国际技术智力合作公司) — занимается международным сотрудничеством в научной и промышленной сферах; корпорация основана в 1987 году, имеет 87 отделений в 76 странах[50]
66. China Academy of Building Research (中国建筑科学研究院) — научно-производственное объединение в сфере строительства; основано в 1953 году; 14 институтов и 77 лабораторий[51]
67. CRRC Group (中国中车集团公司) — крупнейший в мире производитель рельсового транспорта (локомотивов, железнодорожных вагонов, вагонов метро, трамваев); оборот $34,7 млрд, активы $58 млрд, 188 тысяч сотрудников[52]
68. China Railway Signal and Communication (中国铁路通信信号集团公司) — производитель сигнального оборудования для железных дорог; оборот $34,7 млрд, активы $58 млрд, 19 тысяч сотрудников[53]
69. China Railway Group — строительная компания (железные дороги, жилая и коммерческая недвижимость); оборот $111 млрд, активы $137 млрд, 282 тысячи сотрудников[54]
70. China Railway Construction Corporation (中国铁道建筑总公司, Китайская корпорация строительства железных дорог) — корпорация по прокладке железнодорожных путей; оборот $110 млрд, активы $134 млрд, 356 тысяч сотрудников[55]
71. China Communications Construction Company (中国交通建设集团有限公司) — строительная компания (дороги, порты, жилая и коммерческая недвижимость); оборот $88,1 млрд, активы $199 млрд, 179 тысяч сотрудников[56]
72. Potevio Group (中国普天信息产业集团公司) — производитель телекоммуникационного оборудования; основан в 1980 году под названием China Posts and Telecommunications Industry Corporation; занимает 5-е место среди крупнейших импортёров и экспортёров в КНР[57]
73. China Information and Communication Technologies Group Corporation (电信科学技术研究院, Китайская корпорация информационных и коммуникационных технологий) — корпорация создана 23 июля 2018 года институтом почты и коммуникаций Уханя, институтом телекоммуникационных технологий и Китайской академией телекоммуникационных технологий (включающей компанию Datang Telecom Group); занимается развитием пятого поколения мобильной связи (совместно с Qualcomm); уставной капитал 30 млрд юаней, оборот 60 млрд юаней, активы 80 млрд юаней, 38 тысяч сотрудников[58][59]
74. China National Agricultural Development Group (中国农业发展集团有限公司, Китайская национальная группа развития сельского хозяйства) — группа занимается исследованиями и консультациями в области сельского хозяйства, торговлей семенами и производством дизельного топлива; основана в 1984 году[60]
75. China Silk Corporation (中国中丝集团公司, Китайская корпорация шёлка) — корпорация, занимающаяся производством и продажей шёлка, а также нефтехимией, издательским делом и недвижимостью; основана в 1946 году; 26 дочерних структур и 2000 сотрудников[61]
76. China Forestry Group (中国林业集团公司) — группа основана в 1996 году, занимается управлением лесным хозяйством (лесонасаждение, торговля бамбуком, древесиной и другой продукцией лесничества); включает более 70 предприятий, в том числе за рубежом (в Новой Зеландии, России, Сингапуре, Бирме и других странах)[62]
77. Sinopharm Group (中国医药集团总公司) — группа компаний, занимающаяся продажей лекарств и медицинского оборудования; основана в 2003 году, штаб-квартира в Шанхае; оборот $51,9 млрд, активы $34,3 млрд, 70 тысяч сотрудников[63]
78. China Poly Group Corporation (中国保利集团公司) — многопрофильный конгломерат; основан в 1992 году; оборот $46,2 млрд, активы $158 млрд, 98 тысяч сотрудников[64]
79. China Construction Technology Consulting Corporation (中国建筑设计研究院) — компания занимается архитектурным проектированием и консультациями по вопросам строительства; основана в 1996 году, 4 тысячи сотрудников[65]
80. China Metallurgical Geology Bureau (中国冶金地质总局) — бюро занимается геологоразведкой, исследованием и производством сверхтвёрдых материалов и оборудования; основано в 1952 году, активы 7,2 млрд юаней[66]
81. China National Administration of Coal Geology (中国煤炭地质总局) — бюро занимается геологоразведкой на предмет угля и других полезных ископаемых; основано в 1953 году, 50 тысяч сотрудников[67]
82. Xinxing Cathay International Group (新兴际华集团有限公司) — многопрофильный конгломерат (производство труб и других изделий из стали, а также одежды, обуви, оборудования, управление активами); штаб-квартира в Пекине, помимо КНР работает в Замбии, Индии и других странах; старейшая составляющая группы была основана в 1911 году; акции двух основных дочерних структур котируются на Шанхайской фондовой бирже; оборот $26,2 млрд, активы $20,7 млрд, 52 тысячи сотрудников[68]
83. China TravelSky Holding Company (中国民航信息集团公司) — холдинговая компания, предоставляющая информационные услуги в сферах авиаперевозок (пассажирских и грузовых) и туризма; основана в 2000 году, деятельность осуществляет через компанию с листингом на Гонконгской и Нью-йоркской фондовых биржах TravelSky Technology Limited (в ней принадлежит 30 % акций, 40 % акций принадлежит трём крупнейшим авиакомпаниям КНР); оборот 7,47 млрд юаней, активы 22,1 млрд юаней, 7400 сотрудников[69]
84. China National Aviation Fuel Group (中国航空油料集团公司, Китайская национальная группа авиационного горючего) — группа компаний, производящих и поставляющих авиационное горючее; штаб-квартира в Пекине; оборот $42,4 млрд, активы $8,05 млрд, 13 тысяч сотрудников[70]
85. China Aviation Supplies Holding (中国航空器材集团公司, Китайский холдинг по снабжению авиации) — в холдинг входят компании, снабжающие авиакомпании комплектующими для самолётов, также осуществляют лизинг и продажу самолётов; основана в 1980 году, штаб-квартира в Пекине[71]
86. Power Construction Corporation of China (中国电力建设集团有限公司, Китайская корпорация по строительству электростанций) — строительство гидроэлектростанций и других объектов энерго- и водоснабжения; основана в 2011 году, штаб-квартира в Пекине; часть акций котируется на Шанхайской фондовой бирже (601669); оборот $61,2 млрд, активы $124 млрд, 185 тысяч сотрудников[72]
87. China Energy Engineering Corporation (中国能源建设集团有限公司) — группа компаний, занимающаяся строительством электростанций и производством оборудования для них; основана в 2011 году, штаб-квартира в Пекине, часть акций котируется на Гонконгской фондовой бирже (3996:HK); оборот $34,2 млрд, активы $57,8 млрд, 130 тысяч сотрудников[73]
88. China National Gold Group Corporation (中国黄金集团公司) — корпорация работает с драгоценными и цветными металлами (золото, серебро, медь, молибден) начиная от геологоразведки и заканчивая продажей готовых изделий; основана в 1979 году, штаб-квартира в Пекине[74]
89. China General Nuclear Power Group (中国广核集团有限公司) — группа является оператором ряда атомных электростанций (общей мощностью 7,2 ГВт), в основном в провинции Гуандун; основана в 1994 году, штаб-квартира в Пекине[75]
90. China Hualu Group (中国华录集团有限公司) — китайский производитель аудио и видео продукции; основан в 2000 году, штаб-квартира в Даляне[76]
91. Nokia Bell (上海诺基亚贝尔股份有限公司) — шанхайский филиал Nokia Bell, совместной научно-исследовательской группы Nokia и лабораторий Белла
92. Overseas Chinese Town Enterprises (华侨城集团公司) — компания в области культуры и туризма, управляет сетью парков развлечений (один из них в Анкаре (Турция), остальные в КНР) и гостиниц; основана в 1985 году, штаб-квартира в Шэньчжэни; оборот 50,7 млрд юаней, активы 137 млрд юаней
93. Nam Kwong Group (南光（集团）有限公司[中国南光集团有限公司]) — многопрофильная группа, базирующаяся в Макао; занимается торговлей потребительскими товарами, управлением отелями, недвижимостью, импортом газа, нефти и нефтепродуктов; основана в 1949 году для создания торговых связей между КНР и Макао[77]
94. China XD Group (中国西电集团公司) — компания по производству высоковольтного оборудования для линий электропередач и электростанций; основана в 1959 году, 18 тысяч сотрудников[78]
95. China Railway Materials (中国铁路物资（集团）总公司) — железнодорожная логистическая компания, образована в 1990 году из подразделения Народной освободительной армии; штаб-квартира в Пекине[79]
96. China Reform Holdings (中国国新控股有限责任公司) — инвестиционный холдинг, осуществляет управление фондами, управление активами, предоставляет финансовые услуги; основан в 2010 году, штаб-квартира в Пекине[80]
97. China Logistics Group — логистическая группа, основанная в декабре 2021 года путём слияния пяти государственных компаний.